# Venkovský lékař
Venkovský lékař (v originále Médecin de campagne) je francouzské komediální drama z roku 2016, které režíroval Thomas Lilti. Snímek měl světovou premiéru v lednu 2016.

## Děj
Jean-Pierre Werner je venkovský lékař, který žije jen svou prací. Je však nucen omezit svou činnost kvůli léčbě rakoviny plic a mozkového nádoru. Jeho onkolog mu bez předchozího oznámení pošle lékařku Nathalie Delezia, aby mu pomohla s jeho ordinací. Jean-Pierre, který má ve zvyku vždy dělat všechno sám, však její příchod příliš neocení.

## Obsazení
| François Cluzet    | Jean-Pierre Werner |
| Marianne Denicourt | Nathalie Delezia   |
| Isabelle Sadoyan   | Wernerova matka    |
| Félix Moati        | Vincent Werner     |
| Christophe Odent   | Norès              |
| Patrick Descamps   | Francis Maroini    |
| Guy Faucher        | pan Sorlin         |
| Margaux Fabre      | Ninon              |
| Julien Lucas       | Ninonin snoubenec  |
| Yohann Goetzmann   | Alexis             |
| Josée Laprun       | Alexisova matka    |
| Géraldine Schitter | Fanny              |
| Sylvie Lachat      | pacient v depresi  |
| Philippe Bertin    | Guy                |